# Episodi di Helluva Boss (prima stagione)
La prima stagione della webserie animata Helluva Boss, composta da 8 episodi, è stata pubblicata sul canale YouTube dal 31 ottobre 2020 al 24 giugno 2023. 
| nº | Titolo                             | Data originale   |
| -- | ---------------------------------- | ---------------- |
| 0  | The Immediate Murder Professionals | 25 novembre 2019 |
| 1  | Murder Family                      | 31 ottobre 2020  |
| 2  | Loo Loo Land                       | 9 dicembre 2020  |
| 3  | Spring Broken                      | 31 gennaio 2021  |
| 4  | C.H.E.R.U.B.                       | 14 marzo 2021    |
| 5  | The Harvest Moon Festival          | 30 aprile 2021   |
| 6  | Truth Seekers                      | 21 agosto 2021   |
| 7  | Ozzie's                            | 31 ottobre 2021  |
| 8  | Queen Bee                          | 24 giugno 2023   |

## The Immediate Murder Professionals
- Diretto da: Vivienne Medrano e Rick Zieff
- Scritto da: Vivienne Medrano e Brandon Rogers

## Murder Family
- Diretto da: Vivienne Medrano
- Scritto da: Vivienne Medrano e Brandon Rogers
- Storyboard di: Samantha Ambriz, Thomas Brooks e Nick Swift

### Trama
La maestra di una scuola elementare Mrs. Mayberry scopre che suo marito ha una relazione con una donna di nome Martha. In un impeto di rabbia, uccide suo marito e ferisce gravemente Martha, prima di suicidarsi quando si rende conto di averlo fatto davanti ai suoi studenti. Martha è elogiata per essere sopravvissuta all'attacco e guadagna pubblicità e ricchezza. La signora Mayberry, ora è una demone condannata all'Inferno, ingaggia la I.M.P. per uccidere Martha, che si scopre avere un marito di nome Ralphie e due figli. Moxxie è riluttante a uccidere una madre e a rovinare una famiglia apparentemente innocente, quindi fa sbagliare Blitzø mentre spara. Il colpo vuoto avverte Martha e la sua famiglia, che rivelano la loro vera natura malvagia di assassini seriali e cannibali. Blitzø fugge, ma Moxxie viene catturato dai bambini e Ralphie colpisce Millie che perde i sensi.
Blitzø inizialmente elude Martha armata di fucile, ma riceve una telefonata da Stolas (che gli propone un nuovo accordo tra loro: una volta al mese con la luna piena gli restituirà il grimorio accompagnato da una notte di passionale fornicazione poi potrà tenerlo per il resto del mese) e viene catturato. Lui e Millie sono legati a un palo da Martha e Ralphie, che hanno intenzione di ucciderli con il fuoco ma naturalmente il fuoco non ha effetto su di loro, allora Martha decide di sparargli. Moxxie sfugge alla presa dei bambini e uccide Martha sparando alla testa facendo perdere l'occhio destro, salvando Blitzø e Millie, mentre Ralphie scappa. Mentre Blitzø e Millie tornano all'Inferno, Moxxie rimane indietro per uccidere la famiglia rimasta. Tuttavia, ha pietà di loro e decide di risparmiarli, chiamando la polizia locale per occuparsene. Tuttavia, invece di arrestarli pacificamente, la polizia fa saltare in aria la casa, uccidendo Ralphie ei suoi figli. Moxxie assiste a tutto questo prima di essere trascinato attraverso il portale da Blitzø. All'Inferno, Blitzø, Millie, Loona e Mayberry festeggiano davanti a una torta, mentre Moxxie è traumatizzato dal fatto che abbia causato la morte di un'intera famiglia.
- Special guest star: Mara Wilson (Mrs. Mayberry), Maxwell Atoms (Ralphie)

## Loo Loo Land
- Diretto da: Vivienne Medrano
- Scritto da: Vivienne Medrano e Brandon Rogers
- Storyboard di: Seth Anderholm, Zach Giering, Jess Sims e Paul Villeco

### Trama
La moglie di Stolas, Stella, litiga con quest'ultimo dopo aver appreso della sua relazione con Blitzø. Volendo uscire di casa, Stolas vuole portare sua figlia adolescente Octavia a Loo Loo Land, un parco divertimenti che le piaceva da bambina. Per il loro viaggio, Stolas assume la I.M.P. come guardia del corpo. Blitzø veglia su Stolas e Octavia, mentre Moxxie e Millie cercano di divertirsi al parco.
Stolas porta Octavia a guardare l'artista circense Robo Fizz, ma lei scappa dallo spettacolo, stufa dei flirt di suo padre verso Blitzø. 
Stolas la segue, lasciando Blitzø a litigare con Robo Fizz, un suo ex collega e nella rissa dà fuoco al parco. Stolas raggiunge Octavia in una casa dei divertimenti, dove lei gli dice che si sente triste a casa. Stolas cerca di spiegare la sua relazione fallimentare con sua madre, ma non riesce a trovare le parole per farlo. Octavia ammette di temere che il padre la lascerà a favore di Blitzø, ma Stolas le assicura che non la lascerà mai. Dopo la loro conversazione, Stolas comprende che sua figlia è cresciuta per quel luna park e decide che è ora di andarsene mentre dopo un'accesa lotta tra Blitzø e Robo Fizz il parco di Loo Loo Land finisce completamente distrutto.

## Spring Broken
- Diretto da: Vivienne Medrano
- Scritto da: Vivienne Medrano e Brandon Rogers
- Storyboard di: Zi Chen, Adam Ford, Zach Giering, Amanda Herd e Lidia Liu

### Trama
Il parcheggio aziendale della I.M.P. viene rubato dall'ex-fidanzata di Blitzø, la famosa succube popstar Verosika Mayday. Per riappropriarsene l'imp sfida lei e il suo gruppo di succubi: se la I.M.P. uccide più persone di quante Verosika e il suo gruppo riesce ad sedurre per fare sesso in un giorno, Verosika dovrà rinunciare al posto auto. Con le feste primaverili come obiettivi, Loona si traveste da attraente ragazza gotica per attirare le vittime affinché la I.M.P. le uccida. Tuttavia, abbandona la sfida per flirtare con il bodyguard di Verosika, il segugio infernale, Vortex, mentre il gruppo travestito di Verosika ipnotizza i restanti ragazzi per fare sesso con loro. 
Nasce una discussione tra Loona e Blitzø dopo che lui è intervenuto tra lei e Vortex. Lei lo rimprovera per averla trattata come una bambina, e Blitzø col cuore spezzato se ne va, abbandonando anche la sfida.
Moxxie e Millie prendono in mano la sfida e continuano a uccidere le persone, ma alcuni umani prendono Moxxie e lo gettano in un barile di birra. Mentre Millie salva Moxxie dal barile, un pesce mutato dalla fiaschetta di liquore di Verosika che quest'ultima ha gettato nell'oceano inizia ad attaccare la spiaggia. Millie uccide il mostro pesce e Blitzø usa l'incidente per ricattare Verosika e fargli perdere la sfida. La I.M.P. torna all'Inferno per reclamare il parcheggio, mentre Verosika e la sua squadra, ancora travestiti, vengono accerchiati dalla polizia umana.

## C.H.E.R.U.B.
- Diretto da: Vivienne Medrano
- Scritto da: Vivienne Medrano e Brandon Rogers
- Storyboard di: Seth Anderholm, Thomas Brooks, Kyle Bullock e Paul Villeco

### Trama
La I.M.P. viene assunta dal folle inventore Loopty Goopty per uccidere il suo vecchio socio in affari, Lyle Lipton, per essersi preso il merito della loro invenzione, una macchina che ringiovanisce o invecchia la gente. Lipton, che è stato colpito dalla macchina che invecchia, ora è un vecchio decrepito che non vede più un punto nella vita. Proprio mentre Lipton sta per uccidersi, i cherubini arrivano per convincerlo che la vita è degna di essere vissuta mostrandogli cose gioiose come la natura, l'innocenza infantile e l'amore. Tuttavia, la I.M.P. segue il gruppo e sabota tutti i tentativi dei cherubini.
Dopo che la I.M.P. sventa un altro tentativo per aiutare Lipton all'interno di un teatro, scoppia una rissa tra loro e i cherubini. 
Lipton, vedendo la quantità di problemi che i cherubini e i demoni gli stanno causando, realizza il significato della sua vita e decide di vivere, solo che i cherubini lo schiacciano accidentalmente sotto un pianoforte. Il loro errore finisce per far esiliare i tre cherubini dal Paradiso dalla loro superiore per aver inavvertitamente ucciso Lipton. La I.M.P. torna all'Inferno, credendo che l'anima di Lipton sia andata in Paradiso e di aver quindi fallito la missione. Tuttavia, proprio mentre Goopty li affronta per aver fallito il loro lavoro, Lipton arriva all'Inferno e si riconcilia con Goopty. Infine i due inventori vengono assunti da Wally Wackford per sfruttare le loro invenzioni tecnologiche.

## The Harvest Moon Festival
- Diretto da: Vivienne Medrano
- Scritto da: Vivienne Medrano e Brandon Rogers
- Storyboard di: Kyle Bullock, Zach Giering, Arielle Somerville, Nick Swift e Ang Vondra

### Trama
Dopo aver fatto sesso con bondage, Blitzø accetta l'invito di Stolas al Festival della Luna del Raccolto, una celebrazione presentata nel Girone dell'Ira. La I.M.P. soggiorna a casa dei genitori di Millie per tutta la durata dell'evento. Moxxie fatica a fare colpo sui genitori di Millie, con grande divertimento del loro nuovo bracciante Striker, che stringe amicizia con Blitzø. Moxxie, Blitzø e Striker finiscono per competere negli annuali Giochi del Dolore, ma Moxxie perde rapidamente ciascuno degli eventi. Dopo che Striker e Blitzø sono entrambi dichiarati vincitori, quest'ultimo invita Striker a unirsi alla I.M.P., Moxxie torna a casa, solo per scoprire che Striker sta pianificando di assassinare Stolas usando un Fucile Carminio con proiettili benedetti (un'arma in grado di uccidere anche i demoni reali e fornita da Carmilla Carmine). 
Moxxie e Millie cercano di fermarlo, ma Striker li riesce a sopraffare e a rinchiudere in cantina.
Dopo l'incoraggiamento di Millie, Moxxie esce dalla cantina e parte alla ricerca di Striker. Mentre Striker sta per uccidere Stolas, Blitzø lo affronta. Striker tenta di convincere Blitzø ad attaccare Stolas e schierarsi con lui, spiegandogli che il suo talento è sprecato per dei miseri peccatori quando potrebbe unirsi a lui e uccidere i demoni più importanti che li renderebbe gli esseri più temuti dell'Inferno; Blitzø finge di accettare solo per dare il tempo a Moxxie di puntargli contro il suo fucile. Insieme, Blitzø e Moxxie riescono a sconfiggere Striker, ma a causa dell'arrivo di Loona, chiamata da Blitzø affinché li aiutasse ma arrivata in ritardo, lui scappa. Più tardi, mentre la I.M.P. si prepara a tornare a casa, Moxxie finalmente si oppone ai genitori di Millie e si guadagna il loro rispetto. Nel frattempo, in un motel, Striker informa Stella del fallito tentativo di omicidio, che gli ordina di riprovare.
- Special guest star: Norman Reedus (Striker)

## Truth Seekers
- Diretto da: Vivienne Medrano
- Scritto da: Vivienne Medrano e Brandon Rogers
- Storyboard di: Samantha Ames, Seth Anderholm, Zach Giering, Arielle Somerville e Nick Swift

### Trama
Dopo una missione Blitzø e Moxxie vengono catturati dagli Agenti 1 e 2, membri dell'organizzazione D.H.O.R.K.S., che hanno monitorato le azioni della I.M.P. sulla Terra. Blitzø e Moxxie vengono portati in una struttura sicura e interrogati dagli agenti, che usano il gas della verità su di loro; tuttavia, questo fa sì che soffrano di allucinazioni che circondano i propri problemi personali (il rapporto lavorativo di Moxxie con Blitzø e la paura di quest'ultimo di amare per paura di essere abbandonato). Successivamente riconciliano le loro rimostranze tra loro quando il gas della verità svanisce.
Nel frattempo, Millie e Loona si infiltrano nella struttura e si fanno strada attraverso gli agenti della D.H.O.R.K.S. per salvare Blitzø e Moxxie. 
Una volta riunitisi, sono costretti a combattere gli agenti rimanenti e, sebbene riescano a ucciderne la maggior parte, alla fine vengono intrappolati e tenuti sotto tiro dagli Agenti 1 e 2. La I.M.P. viene salvata da Stolas, che possiede l'Agente 2 e costringe gli agenti morti a evocarlo disegnando con il loro sangue il suo pentacolo, e i demoni tornano all'Inferno. Sebbene terrorizzati da ciò che è accaduto, gli agenti 1 e 2 sono riusciti a registrare la carneficina avvenuta all'interno della struttura e ora hanno prove sufficienti per convincere i loro superiori dell'esistenza dei demoni.
Nel frattempo Blitzø ricompensa con una notte di passione a Stolas per averli salvati.

## Ozzie's
- Diretto da: Vivienne Medrano
- Scritto da: Vivienne Medrano
- Storyboard di: Samantha Ames, Seth Anderholm, Zach Giering, Arielle Somerville e Nick Swift

### Trama
Per il loro primo anniversario di matrimonio, Moxxie porta Millie a Ozzie's un club gestito da Asmodeus, un demone dell'atto capitale del Girone della Lussuria. Blitzø cerca di entrare nel club per spiarli, ma scopre che il locale è solo per le coppie, quindi chiede a malincuore a Stolas un appuntamento; quest'ultimo è emozionato e si fa bello per lui, felice che Blitzø gli abbia chiesto di uscire. Quando Moxxie sale sul palco per cantare una canzone d'amore che ha scritto per Millie, viene interrotto da Asmodeus e dall'intrattenitore del Ozzie's, Fizzarolli, che sono disgustati dalla sua canzone "sdolcinata" e sottolineano che il locale è tutto incentrato sulla lussuria e sulla depravazione non sui sentimenti. Blitzø cerca di prendere le difese di Moxxie, solo per essere preso in giro da Fizzarolli e Verosika (anche lei presente al locale) per la sua disastrosa vita amorosa e sociale, mentre Stolas viene scoperto per la sua relazione con un imp di basso rango. 
Nonostante Asmodeus faccia vergognare la relazione di Moxxie e Millie, la canzone di Moxxie è ben accolta dagli altri e i due finiscono per godersi la serata, per poi venire cacciati dallo stesso Asmodeus. Nel frattempo, Blitzø accompagna Stolas a casa e sebbene quest'ultimo lo inviti a restare con lui per stare insieme pensando che in realtà voglia solo avere un rapporto sessuale gli dice che non se la sente e se ne va lasciando Stolas sconsolato. Rientrato a casa Blitzø, trova un biglietto di Loona che lo informa che Vortex l'ha invitata a una festa e non rientrerà presto, ha un crollo mentre steso sul divano guarda vecchie foto di Stolas, dei suoi amici, di Verosika, di Fizzarolli e, in particolare, di sua sorella e sua madre.

## Queen Bee
- Diretto da: Vivienne Medrano
- Scritto da: Vivienne Medrano e Brandon Rogers
- Storyboard di: Nick Swift, Kevin Slawinski, Zach Giering e Amanda Heard

### Trama
Loona raggiunge in taxi un edificio a forma di alveare dove viene accolta da Vortex. Quest'ultimo l'ha invitata a una festa, a cui partecipano sia imp che segugi infernali come lei, per farla socializzare e farsi degli amici. Loona si sente fuori posto, anche perché tra gli invitati c'è chi la riconosce e la prende in giro chiamandola "Lunatica Loona"; Loona si sente offesa a essere chiamata in quel modo ma per non creare problemi non dice nulla a Tex. La festa entra nel vivo quando l'organizzatrice della festa, Beelzebub, detta "Queen Bee", il Peccato di Gola di quel girone, entra in scena cantando e riempiendo la sala di tutte le delizie possibili; a fine show Tex presenta a Loona, Bee come la sua ragazza, sconvolgendo Loona, che ha un debole per lui, ma fa subito amicizia con Bee. Purtroppo lo scoprire che il segugio infernale che le piace è già fidanzato le fa decide di lasciare la festa e tornare a casa; chiama Blitzø affinché la venga a prendere e lui vedendo la telefonata si precipita subito sul posto.
Ma sul punto di andarsene qualcuno riconosce Blitzø e chiede a tutti e due di restare e sebbene esitante anche Loona chiede di restare; quello che doveva essere "solo un drink" per Blitzø si trasforma in una vera e propria gara a chi beve di più tanto da sfidare la campionessa in carica Bee a chi beve di più un intero barile della sua scorta personale. Blitzø la straccia impressionando Queen Bee e vendono incoronato vincitore, rendendo fiera di lui Loona e chiamandolo "padre" per la prima volta, ma quando si butta nel vivo della festa Bee e Tex sentono che c'è qualcosa che non và. I due prendono da parte Loona e le chiedono di controllare suo padre perché sta causando un po' di problemi e potrebbe farsi male; Loona assicura loro che suo padre è sempre così ma Bee le spiega che ha percepito grazie ai suoi poteri che Blitzø non si sta divertendo come gli altri ma bensì si sta autodistruggendo. 
Infastidita Loona si mette sulla difensiva e aggredisce verbalmente Bee, che sostiene che lei non può sapere nulla della sofferenza altrui visto quanto è amata, che si arrabbia e assume la sua vera forma. Le due stanno per arrivare alle mani ma vedendo la reazione di Tex, Loona si scusa e va a controllare suo padre che sta pomiciando con un altro demone. Resasi conto che ha superato il limite lo prende e lo porta a casa, non prima di aver salutato gli amici che si è fatta. A casa lo stende sul divano e Blitzø ancora ubriaco piange su ciò che gli ha detto il suo vecchio amico Fizz e sul fatto che morirà solo. Loona gli promette che lei ci sarà e dopo averlo coperto se ne và in camera sua. Subito dopo Blitzø vomita la bevanda di Bee sentendosi meglio.
- Special guest star: Ke$ha (Beelzebub "Queen Bee"), Jinkx Monsoon (Vikki)